# Ryslinge Kirke
Ryslinge Kirke er en kirke i Ryslinge Sogn i Faaborg-Midtfyn Kommune, tidligere Ryslinge Kommune.

## Eksterne kilder og henvisninger
- Wikimedia Commons har flere filer relateret til Ryslinge Kirke
- Ryslinge Kirke Arkiveret 31. januar 2011 hos  Wayback Machine hos nordenskirker.dk
- Ryslinge Kirke hos KortTilKirken.dk